# Bebryce studeri
Bebryce studeri är en korallart som beskrevs av Thomas Whitelegge 1897. Bebryce studeri ingår i släktet Bebryce och familjen Plexauridae. Inga underarter finns listade i Catalogue of Life.